# Deutsches Zentrum für Infektionsforschung

Logo

Das Deutsche Zentrum für Infektionsforschung (DZIF) ist ein deutschlandweiter Forschungsverbund, der der Prävention, Diagnostik und Therapie von Infektionskrankheiten dient. Mehr als 500 Ärzte und Naturwissenschaftler arbeiten gemeinsam an neuen Methoden zur Prävention, Diagnostik und Therapie von Infektionskrankheiten. Das 2012 als Verein gegründete Zentrum wird vom Bundesministerium für Bildung und Forschung sowie den sieben beteiligten Bundesländern gefördert. Sitz der Geschäftsstelle ist Braunschweig.

## Aufgaben
Vereinszweck im Bereich Forschung ist die Translation: die effektive Überführung von Forschungsergebnissen in die Klinik und umgekehrt. Das DZIF hat dafür neun Schwerpunkte definiert, in denen sich wichtige Forschungsfragen stellen. Da sind zum einen die großen Infektionserkrankungen HIV/AIDS, Malaria und vernachlässigte Tropenkrankheiten, Hepatitis und Tuberkulose sowie die Erkrankungen des Magen-Darm-Trakts, die jeweils viele Millionen Menschen betreffen. Ein weiterer Forschungsschwerpunkt kümmert sich um neu auftretende Infektionskrankheiten, die oft von Tieren auf den Menschen überspringen (Zoonosen). Das Dengue-Fieber, das SARS- und das MERS-Coronavirus und auch Ebola oder Zika gehören in diese Kategorie. Relevant sind die drei problembezogenen Forschungsschwerpunkte: „Krankenhauskeime und Antibiotika-resistente Bakterien“, „Infektionen im immungeschwächten Wirt“ und „Neue Antibiotika“.

### Service-Einrichtungen für Wissenschaftler
Drei „Translationale Infrastrukturen“ stehen den Wissenschaftlern im DZIF zur Seite. Fragen zur Zulassung und zu klinischem Bedarf beantworten die Experten der „Produktentwicklung“. Die Einheit „Klinische Studienzentren“ koordiniert klinische Studien an Probanden für die Infektiologie. Die Infrastruktur "Bioressourcen, Biodaten und digitale Gesundheit" arbeitet an einer übergreifenden Standardisierung biomedizinischer Daten und an der Interoperabilität von Datenbanksystemen sowie an verbesserten Zugangsmöglichkeiten zu relevanten Biomaterialien, medizinischen und/oder Analyse-Daten oder digitalen Werkzeugen und Methoden.

### Internationale Zusammenarbeit
Dass Infektionsforscher international vernetzt denken und handeln sollten, wird durch stetig neu auftretende Krankheitserreger wie Zika- oder Ebola-Viren deutlich: Erreger kennen keine Landesgrenzen. Mit Partner-Institutionen in Afrika und Europa arbeitet das DZIF schon von Beginn an zusammen. Mit dem französischen Institut INSERM (Institut national de la santé et de la recherche médicale) kooperiert das DZIF in der AIDS- und Hepatitis-Forschung. Außerdem ist es eine von neun Gründungsorganisationen der CARA-Initiative (Conscience of Antimicrobial Resistance Accountability) und engagiert sich in der Impfstoff-Initiative Coalition for Epidemic Preparedness Innovations (CEPI) Auch an der Etablierung des neuen „Global Antimicrobial Resistance Research and Development Hub“ mit Sitz in Berlin ist das DZIF beteiligt. Seit Anfang 2019 ist es außerdem einer von zehn Partnern im Accelerator-Netzwerk von CARB-X. CARB-X beschleunigt weltweit Projekte zur Entwicklung neuer Medikamente im Kampf gegen Antibiotika-resistente Keime. 2022 wurde ein Partnerschafts-Abkommen mit der kanadischen McMaster University unterzeichnet, das den gemeinsamen Kampf gegen Pandemien zum Ziel hat.

### Nachwuchsförderung im Bereich Infektionsforschung: Die DZIF Academy
Das DZIF unterstützt die Forschung an der Schnittstelle zwischen Labor und klinischer Infektiologie. Die DZIF Academy schafft als weitere Infrastruktur des DZIF Anreize für junge Naturwissenschaftler, sich der Infektionsforschung zu widmen und vergibt Stipendien an Mediziner, um sich stärker in der Forschung engagieren zu können. So vergibt die Academy Clinical-Leave-Stipendien, die junge Ärzte unterstützen, wenn sie zeitweise den Klinikalltag zugunsten der Forschung ruhen lassen. Maternity-Leave-Stipendien sollen jungen Eltern den Wiedereinstieg in die Forschung ermöglichen. Darüber hinaus vergibt die DZIF Academy weitere Stipendien und Preise. Die wissenschaftliche Fort- und Ausbildung der Nachwuchswissenschaftler wird zudem über Schools, Workshops und Coaching gefördert.

## Organisation
Das DZIF hat die Rechtsform eines eingetragenen Vereins. Derzeitiger Vorstandsvorsitzender ist Dirk Busch. Das Institut ist eines von acht Deutschen Zentren der Gesundheitsforschung. Es bündelt die Kapazitäten von ca. 500 Wissenschaftlern in 35 Einrichtungen an sieben Standorten:
- Berlin
  - Robert Koch-Institut

- Bonn-Köln
  - Rheinische Friedrich-Wilhelms-Universität Bonn
  - Universitätsklinikum Bonn
  - Universität zu Köln
  - Universitätsklinikum Köln
  - Bundesinstitut für Arzneimittel und Medizinprodukte

- Gießen-Marburg-Langen
  - Justus-Liebig-Universität Gießen
  - Philipps-Universität Marburg
  - Paul-Ehrlich-Institut
  - Technische Hochschule Mittelhessen

- Hamburg-Lübeck-Borstel-Riems
  - Universität Hamburg
  - Universitätsklinikum Hamburg-Eppendorf
  - Bernhard-Nocht-Institut für Tropenmedizin
  - Leibniz-Institut für Virologie
  - Universität zu Lübeck
  - Forschungszentrum Borstel, Leibniz-Zentrum für Medizin und Biowissenschaften
  - Friedrich-Loeffler-Institut

- Hannover-Braunschweig
  - Medizinische Hochschule Hannover
  - Helmholtz-Zentrum für Infektionsforschung
  - TWINCORE - Zentrum für Experimentelle und Klinische Infektionsforschung
  - Stiftung Tierärztliche Hochschule Hannover
  - Leibniz-Institut DSMZ – Deutsche Sammlung von Mikroorganismen und Zellkulturen
  - Technische Universität Braunschweig

- Heidelberg
  - Ruprecht-Karls-Universität Heidelberg
  - Universitätsklinikum Heidelberg
  - Deutsches Krebsforschungszentrum

- München
  - Ludwig-Maximilians-Universität München
  - Klinikum der Universität München
  - Technische Universität München
  - Klinikum rechts der Isar der Technischen Universität München
  - Helmholtz Zentrum München – Deutsches Forschungszentrum für Gesundheit und Umwelt
  - Institut für Mikrobiologie der Bundeswehr

- Tübingen
  - Eberhard Karls Universität Tübingen
  - Universitätsklinikum Tübingen
  - Max-Planck-Institut für Biologie